# اووه رایندرس
اووه رایندرس (به آلمانی: Uwe Reinders) بازیکن فوتبال و مهاجم اهل آلمان است که از سال ۱۹۸۲ میلادی عضو تیم ملی فوتبال آلمان بوده‌است. وی در ۴ بازی ملی حضور داشته است و آخرین بازی ملی خود را در سال ۱۹۸۲ میلادی انجام داد. اووه رایندرس در بازی‌های ملی‌اش گلی به ثمر نرساند.